# تونبو
تونبو (فرانسوی: Tombeau‎) یا قطعهٔ مزار یک قطعه آهنگ (پیش‌تر در اوایل قرن ۱۶، یک قطعه شعر) است که به مناسبت درگذشت یک فرد برجسته و مهم و در رثای او ساخته می‌شود. این اصطلاح از واژه‌ای فرانسوی به معنای «مزار» یا «سنگ مزار» گرفته شده‌است. اکثریت قریب به اتفاق تونبوها مربوط به قرن هفدهم است و برای لوت یا سایر سازهای زهی ساخته شده‌است. این سبک موسیقی به تدریج در طول قرن هجدهم کمرنگ و محو شد اما در اوایل بیستم دوباره پدیدار گشت.
از بیش از ۶۰ قطعه تونبویی که از قرون هفدهم و هجدهم باقی مانده، اغلبشان برای لوت یا تیوربو، ۵ قطعه برای گیتار باروک، ۷ تا برای ویولا دا گامبا و ۳ قطعه هم برای هارپسیکورد نوشته شده‌اند.
یکی از نخستین نمونه‌های چنین آهنگ‌هایی، تونبویی است که انمون گوتیه در سال ۱۶۳۸ در رثای رنه مزانژو ساخت. در فرانسه - جایی که این سبک موسیقی برای نخستین بار ظهور کرد - تأثیر قوی قالب‌ها و الگوهای ادبی، به ویژه اشعار یادبود که از قرن شانزدهم تا پایان قرن هفدهم رایج بودند، ممکن است عاملی در پیدایش آن بوده باشند. نخستین بار لوت‌نوازهای پاریسی (دونی گوتیه، شارل موتون، ژاک گالو، فرانسوا دوفو) این سبک را تکوین کردند، اما کمی بعد نوازندگان هارپسیکورد (یوهان یاکوب فروبرگر، لویی کوپران، هر دو در سوگ دوست مشترک‌شان شارل فلوری در ۱۶۵۲) این وظیفه را بر عهده گرفتند و تدریجاً این سبک در اروپای مرکزی (یان آنتونین لوسی، سیلویس لئوپلد وایس) گسترش یافت.
این سبک مدتی به فراموشی سپرده شد تا آنکه در قرن بیستم و در سال ۱۹۱۹ موریس راول یک تونبو در سوگ فرانسوا کوپرن ساخت. مانوئل د فایا یک تونبو برای تک‌نوازی گیتار در رثای کلود دبوسی نوشته‌است.
آرتور بنجامین هم یک تونبو برای پیانو و کلارینت در بزرگداشت موریس راول نوشت.
در قرن ۲۱ رومن توروفسکی-ساوچوک تعدادی تونبو ساخته‌است.

## برای مطالعهٔ بیشتر
- Anon. "Lamento". Brockhaus, Riemann Musiklexikon, second edition (1995): 3:9.
- Anon. "Tombeau". Brockhaus-Riemann Musiklexikon, second edition (1995): 4:247.
- Birkner, Günther. "Tombeau". Die Musik in Geschichte und Gegenwart (1986): 13:477–78.
- Boulez, Pierre. Tombeau: Facsimilés de l'épure et de la première mise au net de la partition, edited with a commentary by Robert Piencikowski.  Vienna: Universal Edition, 2010. شابک ‎۹۷۸−۳−۷۰۲۴−۶۸۶۱−۳.
- Brenet, M. "Les tombeaux en musique". RHCM 3 (1903), 568–75, 631–38.
- Dart, R. Thurston. "Miss Mary Burwell's Instruction Book for the Lute". Galpin Society Journal 11 (1958): 33–69.
- Depersin, Françoise. "Figures rhétoriques et pièces instrumentales baroques: L’exemple du Tombeau fait à Paris sur la mort de Monsieur Blancheroche de Froberger". Musurgia: Analyse et pratique musicales 12, nos. 1–2 (2005): 35–47.
- Goldberg, C. Stilisierung als kunstvermittelnder Prozess: die französischen Tombeau-Stücke im 17. Jahrhundert (Laaber: Laaber-Verlag, 1987)
- Green, Robert A. "François Dufaut and the Origins of the Tombeau". Lute Society of America Quarterly 39, no. 3 (September 2004): 29–34.
- Lanzelotte, Rosana. "Aspectos retóricos da música do século XVII: Um estudo do Tombeau de Mr. Blancrocher de Louis Couperin". In IX encontro anual da ANPPOM, edited by Martha Tupinambá de Ulhôa and José Maria Neves, 323–26. Rio de Janeiro: Associação Nacional de Pesquisa e Pós-Graduação em Música (ANPPOM), 1996.
- Ledbetter, D. "Harpsichord and Lute Music in Seventeenth-Century France" (diss., U. of Oxford, 1985).
- McClary, Susan. "Temporality and Ideology: Qualities of Motion in Seventeenth-Century French Music". ECHO: A Music-Centered Journal 2, no. 2 (2000).
- Mellers, Wilfred. François Couperin and the French Classical Tradition, new revised edition. London: Faber, 1950. شابک ‎۰۵۷۱۱۳۹۸۳۳.
- Piencikowski, Robert T. "Tombeau, extrait de Pli selon pli de Pierre Boulez". In Pli selon pli de Pierre Boulez: Entretiens et études, edited by Philippe Albèra, Vincent Barras, Jean-Marie Bergère, Joseph G. Cecconi, and Daniel Galasso, 45–48. Geneva: Contrechamps, 2003. شابک ‎۹۷۸−۲−۹۴۰۰۶۸−۲۳−۴.
- Rollin, M. "Le tombeau chez les luthistes Denys Gautier, Jacques Gallot, Charles Mouton". XVIIe siècle, nos. 21–22 (1954): 463–79.
- Rollin, M. "Les tombeaux de Robert de Visée". XVIIe siècle, no.34 (1957): 73–78.
- Schneider, Matthias. 2002. "Die Fried- und Freudenreiche Hinfarth und die 'Franzosche Art': Zur deutschen Rezeption des Tombeau im 17. Jahrhundert". In Bach, Lübeck und die norddeutsche Musiktradition, edited by Wolfgang Sandberger, 114–31. Kassel: Bärenreiter. شابک ‎۳−۷۶۱۸−۱۵۸۵−۹.
- van den Borren, Charles. "Esquisse d'une histoire des 'tombeaux' musicaux". Académie royale de Belgique: bulletin de la classe des beaux-arts 43 (1961); abridged in SMw, 25 (1962), 56–67.
- Wood, C. "Orchestra and Spectacle in the tragédie en musique, 1673–1715: Oracle, sommeil and tempête". Proceedings of the Royal Musical Association 108 (1981–82): 25–46.
- Vendrix, P. "Le tombeau en musique en France à l'époque baroque". RMFC, 25 (1987).